# Rudolf Batzill
Rudolf Batzill es un deportista alemán que compitió para la RFA en vela en la clase Flying Dutchman. Su hermano Albert también compitió en vela.
Ganó tres medallas en el Campeonato Mundial de Flying Dutchman entre los años 1978 y 1981, y una medalla en el Campeonato Europeo de Flying Dutchman de 1975.

## Palmarés internacional
| Campeonato Mundial | Campeonato Mundial         | Campeonato Mundial | Campeonato Mundial |
| Año                | Lugar                      | Medalla            | Clase              |
| ------------------ | -------------------------- | ------------------ | ------------------ |
| 1978               | Isla Hayling (Reino Unido) | Medalla de oro     | Flying Dutchman    |
| 1980               | Malmö (Suecia)             | Medalla de plata   | Flying Dutchman    |
| 1981               | Palamós (España)           | Medalla de oro     | Flying Dutchman    |
| Campeonato Europeo |                            |                    |                    |
| Año                | Lugar                      | Medalla            | Clase              |
| 1975               | Travemünde (RFA)           | Medalla de plata   | Flying Dutchman    |